# Occident (moviment)
Occident (1964-1968) va ser un moviment violent d'ultra-dreta de França, sovint descrit com a feixista. Alguns dels seus membres van ser més tard destacats polítics de diversos partits de dreta i fins i tot van arribar a ser ministres. El moviment mai va superar els 550 membres sugún algunes fonts, o d'una xifra estimada de 1.500 segons d'altres.

## Història
Fundat per Pierre Sidos (fundador també de Jeune Nation) el 1964, es nodria en la seva majoria d'estudiants universitaris. El moviment era fortament anticomunista, encara que també denunciava l'administració del president Charles de Gaulle, en la línia d'altres grups contestataris.
Durant les confrontacions violentes de maig de 1968, Occident va ser considerat un grup violent i il·legal i va ser dissolt per l'administració. Molts dels seus membres es van unir llavors al Groupe union défense, de similar ideologia.

## Membres destacats[1]
- William Abitbol (polític francès).
- Dominique Chaboche (després membre del Front Nacional de França).
- Patrick Devedjian (polític francès).
- Claude Goasguen (polític francès).
- Jean-Jacques Guillet (polític francès).
- Gérard Longuet (antic ministre, proper a François Léotard).
- Alain Madelin (polític francès).
- Hervé Novelli (polític francès).
- Gerald Pencionelli (director del setmanal polític Minute).
- Ronald Perdomo.
- Guillaume Raoult (antic secretari d'estat).
- Alain Robert.
- Michel de Rostolan (després membre del Front Nacional de França).
- Xavier Raufer (criminòleg).

## Lemes
Entre els seus eslògans destaquen:
- Mort aux Bolches! (Mort als bolxevics)
- Gauchistes, ne vous cassez pas la tête, Occident le fera pour vous. (Gent d'esquerres, no us trenqueu el cap, Occident ho farà per vosaltres.)